# 1. Sinfonie (Skrjabin)

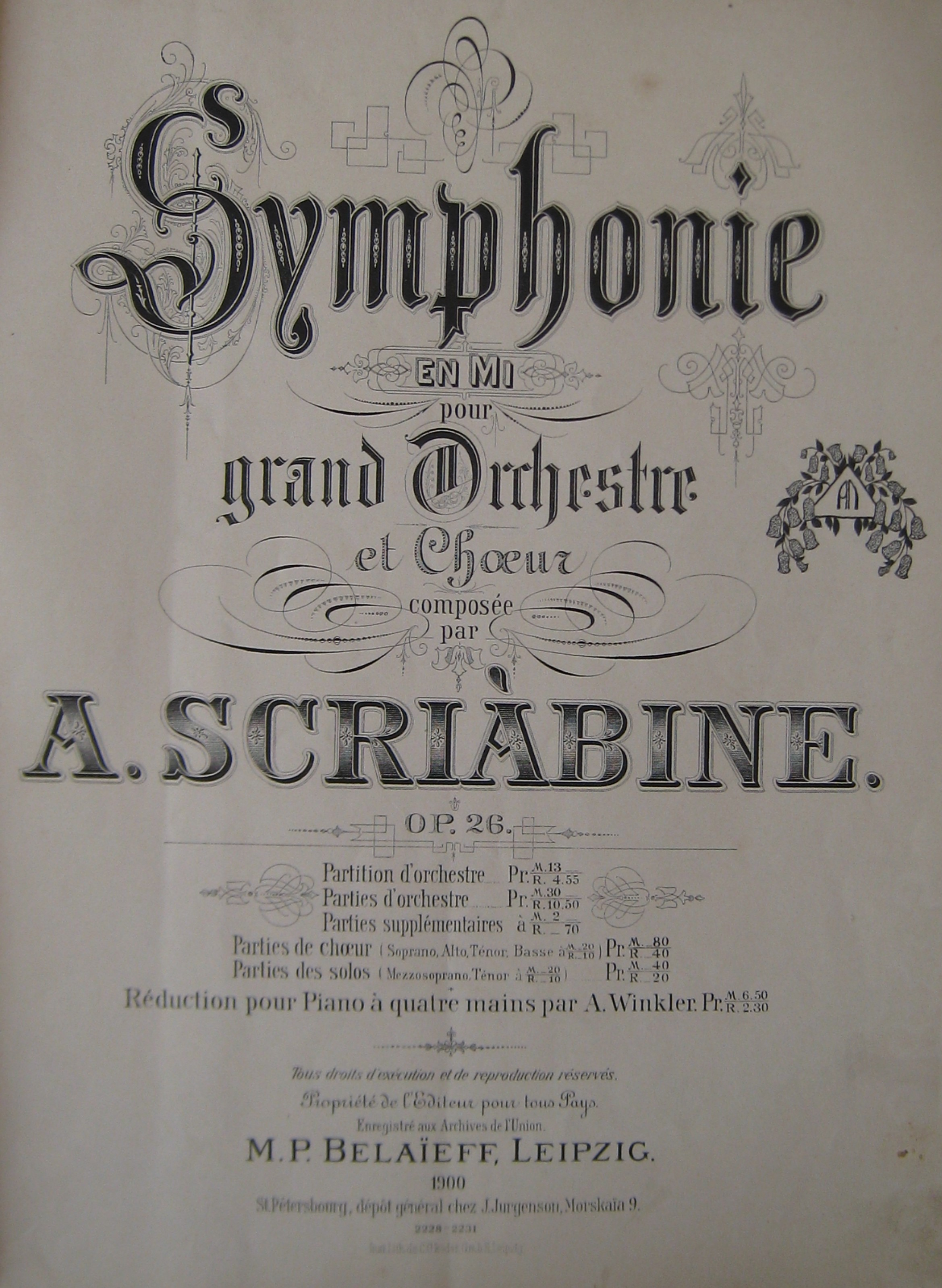
Titelblatt der Originalausgabe für Klavier 4-hdg., 1900

Alexander Skrjabins 1. Sinfonie E-Dur wurde 1900 vollendet und als op. 26 des russischen Komponisten veröffentlicht. Das sechssätzige Werk setzt erstmals in der russischen Sinfonik über den Instrumentalsatz hinaus Vokalsolisten und Chor ein.

## Entstehung
Skrjabin, der seit Herbst 1898 eine Klavierprofessur am Moskauer Konservatorium innehatte, komponierte seine 1. Sinfonie zwischen Sommer 1899 und April 1900 in Moskau. Sie stellt jedoch nicht sein erstes Orchesterwerk dar: Vorausgegangen waren ein (von ihm allerdings nicht zu Ende orchestriertes) Sinfonisches Allegro (1896), das Klavierkonzert fis-Moll op. 20 (1896–97) sowie die kurze Rêverie op. 24 (1898).

## Instrumentation
Die Partitur sieht folgende Besetzung vor: drei Flöten (3. auch Piccolo), zwei Oboen, 3 Klarinetten, zwei Fagotte, vier Hörner, drei Trompeten, drei Posaunen, Tuba, Pauken, Glockenspiel und Streicher, im letzten Satz zusätzlich Mezzosopran- und Tenorsolo, gemischter Chor und Harfe.

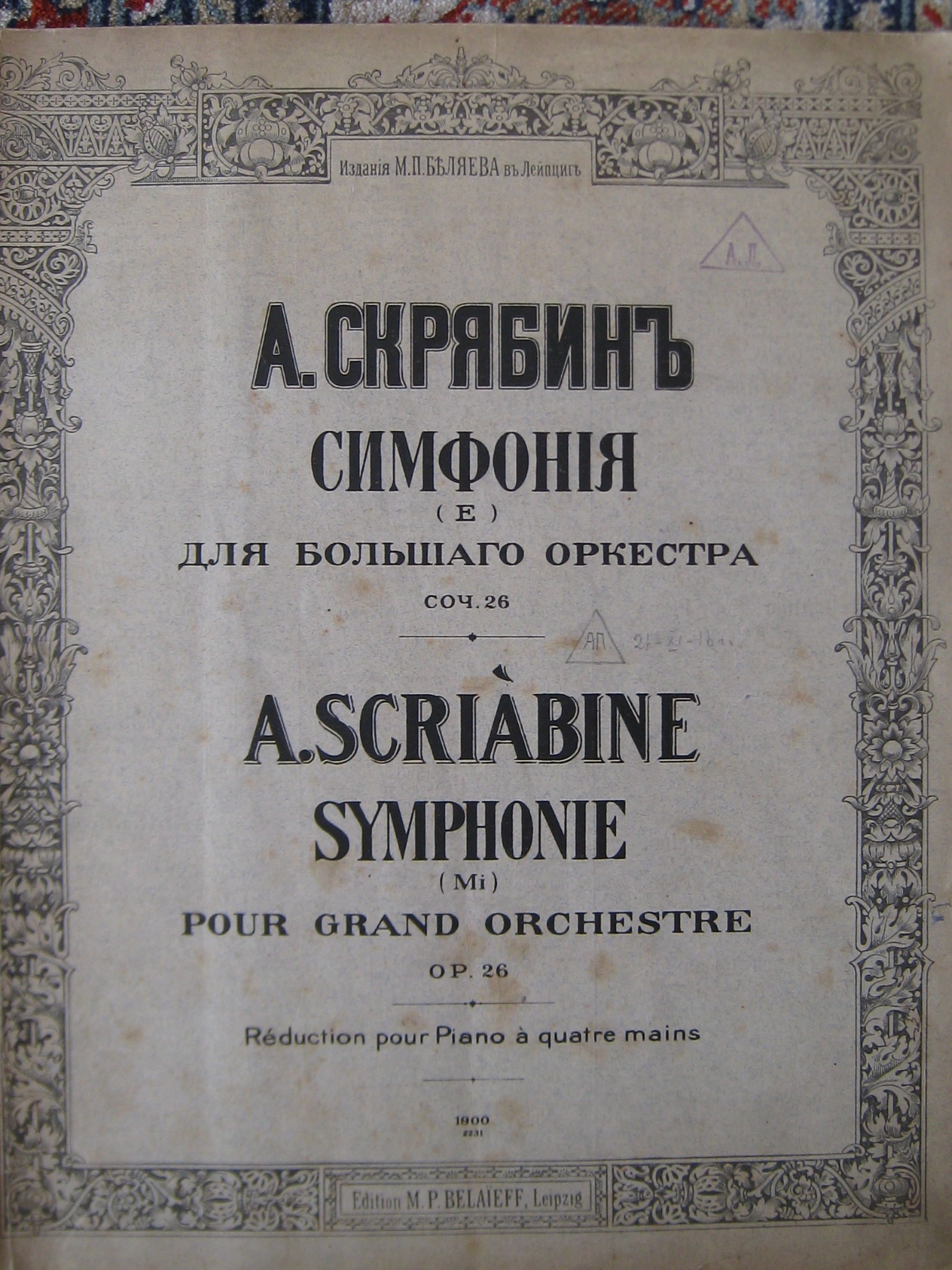
Russ. Titelblatt der Originalausgabe für Klavier 4-hdg., 1900

## Charakterisierung und Satzfolge
Die Aufführungsdauer des sechssätzigen Werkes beträgt etwa 45 bis 50 Minuten. Die Sechssätzigkeit kann von der klassischen viersätzigen Sinfonie abgeleitet werden, wobei sowohl die langsame Einleitung des Kopfsatzes als auch der Schlussteil des letzten Satzes (eine vokale Apotheose nach dem Vorbild von Beethovens 9. Sinfonie) zu eigenen Sätzen verselbständigt werden.
Die harmonischen Grundlagen der 6 Sätze fußen auf folgendem Tonartenplan: E-Dur, e-moll, H-Dur, C-Dur, e-moll und E-Dur. Zwischen den Themen der einzelnen Sätze bestehen vielfache Bezüge, so knüpft die Einleitung des Schlusssatzes an das Ende des 1. Satzes an.
- I. Lento

Von kontemplativ-lyrischer Grundhaltung und an die vorausgehende Orchesterkomposition Rêverie erinnernd. Wird von drei Themen dominiert: Das erste diatonisch, das zweite chromatisch, das dritte pentatonisch.
- II. Allegro dramatico

Der Sonatenhauptsatzform folgend. Das Hauptthema ist durch kurze, aufstrebende Motivelemente geprägt, denen ein kantabler Seitensatz folgt.
- III. Lento

Folgt dem Schema ABA, es herrscht eine an Wagner gemahnende Tristan-Harmonik vor.
- IV. Scherzo (Vivace)

Als Scherzo mit Trio konzipiert, von aparter Instrumentation mit Piccoloflöte und Glockenspiel geprägt.
- V. Allegro

Wiederum der Sonatenhauptsatzform folgend und die Funktion des instrumentalen Finales vertretend.
- VI. Andante

Nach einer instrumentalen Einleitung singen die beiden Vokalsolisten zunächst die ersten zwei Strophen einer sechs-strophigen, von Skrjabin selbst gedichteten «Hymne auf die Kunst». Im anschließenden Chorteil dominiert eine strenge Fuge.

## Uraufführung und Rezeption
Die Uraufführung der Sinfonie ohne den Schlusssatz erfolgte am 11. November 1900 in St. Petersburg unter Leitung von Anatoli Liadow, zur ersten vollständigen Aufführung gelangte das Werk am 16. März 1901 in Moskau unter Leitung von Wassili Safonow.
Die Reaktion der russischen Fachkritik war überwiegend negativ oder gleichgültig. Anstoß erregte vor allem das zuweilen als plakativ-akademisch empfundene Chorfinale, was manche Dirigenten späterer Aufführungen dazu bewog, den 6. Satz wegzulassen. Mitrofan Beljajew, der Mäzen und Verleger Skrjabins (in dessen Verlag auch die 1. Sinfonie erschien), war von dessen Ambitionen zu großangelegten, aufwändigen Werken wenig erbaut und riet ihm dringend davon ab, seine nächste Sinfonie bereits mit einem Choreinsatz beginnen zu lassen (was Skrjabin zunächst geplant hatte, dann jedoch unterließ).